# Cantón Otavalo
Cantón Otavalo är en kanton i Ecuador.   Den ligger i provinsen Imbabura, i den centrala delen av landet, 60 km nordost om huvudstaden Quito.
Följande samhällen finns i Cantón Otavalo:
- Otavalo